# Менду Гонсалвіш да Мая
Ме́нду Гонса́лвіш да Ма́я (порт. Mendo Gonçalves da Maia; бл. 1020 — 26 листопада 1065) — португальський лицар, вельможа. Сеньйор Майський. Представник шляхетного дому Мая. Син майського сеньйора Гонсалу Траштаміреша. Учасник Реконкісти. Згідно з «Annales Portucalenses Veteres» був одним із наймогутніших феодалів у тогочасному Португальському графстві. Згадується у судовій документації 1045 і 1065 років. Служив при дворі леонського короля Фернандо I (1049, 1053, 1059). Ймовірно, брав участь у звільнені Коїмбри (1064). Батько бразького архієпископа Пайю.